# Sjoerd Ars
Sjoerd Ars (Terborg, 15 april 1984) is een Nederlands voormalig profvoetballer die bij voorkeur centraal in de aanval speelde.

## Carrière

### De Graafschap
Ars speelde in de jeugd voor DVC '26 en Feyenoord. Hij debuteerde in het seizoen 2003/04 in het betaald voetbal in het shirt van De Graafschap, waarvoor hij dat jaar dertien competitiewedstrijden in de Eerste divisie speelde. Hij maakte op 13 februari 2004 tegen Fortuna Sittard zijn eerste doelpunt in het profvoetbal en voor De Graafschap. Het seizoen erop speelde hij geen enkele wedstrijd voor De Graafschap.

### FC Omniworld
Na twee seizoenen vertrok hij bij de 'Superboeren' en ging hij voor FC Omniworld voetballen, dat dat jaar aan zijn eerste seizoen als profclub begon. Hier maakte hij op 19 augustus 2005 zijn debuut voor FC Omniworld. Een week later scoorde hij tegen Excelsior zijn eerste doelpunt voor Omniworld. In zijn eerste en enige seizoen in Almere maakte Ars zeventien doelpunten. Alleen Berry Powel (FC Den Bosch, 19), Santi Kolk (FC Zwolle/Excelsior, 18), Mourad Mghizrat en Sergio van Dijk (beide FC Emmen, 18) scoorden dat seizoen meer goals in de Eerste Divisie dan Ars. Omniworld eindigde dat seizoen negentiende. 

### Go Ahead Eagles
Go Ahead Eagles nam Ars in de zomer van 2006 over van FC Omniworld. Op 11 augustus maakte hij zijn voormalig werkgever De Graafschap zijn debuut. Een week later scoorde hij zijn eerste twee treffers tegen Fortuna Sittard. Hij scoorde respectievelijk achttien en vijftien competitiegoals in zijn twee seizoenen voor Go Ahead, waarmee hij zesde en negende werd op de topscorerlijst. 

### RBC Roosendaal
In de zomer van 2008 werd Ars gecontracteerd door RBC Roosendaal. Op 8 augustus 2008 maakte hij zijn debuut voor RBC tegen zijn oude club FC Omniworld. Op 22 augustus scoorde hij tegen HFC Haarlem zijn eerste goal voor RBC. Ars ging bij RBC op dezelfde voet verder, hij scoorde zeventien en zestien competitiedoelpunten, waarmee hij vierde en achtste werd op de topscorerslijst.

### FC Zwolle
In de zomer van 2010 vertrok Ars opnieuw, ditmaal naar FC Zwolle en tekende daar een contract tot juli 2012. Op 13 augustus maakte hij met twee goals tegen FC Emmen zijn debuut voor FC Zwolle. Halverwege het seizoen 2010/2011 was er concrete interesse van FC Bayern München, maar hij sloeg dit aanbod af omdat hij dan zou gaan spelen in de 3. Liga voor de amateurs van de Duitse ploeg. Ars maakte in zijn eerste seizoen voor FC Zwolle 28 doelpunten in de Eerste divisie. Daarmee werd hij gedeeld topscorer aller tijden van FC Zwolle, sinds de club in 1990 van PEC Zwolle ´82 overging in FC Zwolle. De andere topschutter van FC Zwolle is Dirk-Jan Derksen, die in het seizoen 1999/00 eveneens 28 doelpunten maakte. Promotie ging echter nipt aan Zwolle en Ars voorbij.

### Buitenland
Ars tekende op 24 juni 2011 een driejarig contract bij Levski Sofia. De Bulgaarse club bereikte overeenstemming met FC Zwolle over een transfersom die 300.000 euro bedroeg. Hij scoorde in het begin van het seizoen twee doelpunten in twee Europese wedstrijden, maar mocht na een half jaar vertrekken. Levski verhuurde hem eind januari 2012 voor een jaar aan Tianjin Teda. Ars scoorde hiervoor dertien doelpunten in de Chinese competitie en werd daarmee clubtopscorer in het seizoen 2012. Hij eindigde als vierde op de nationale topscorerslijst.
Levski Sofia verhuurde Ars in de winter van 2013 aan Konyaspor, op dat moment actief op het tweede niveau in Turkije. Tijdens zijn competitiedebuut voor de club maakte Ars drie goals (3-3 tegen Adana Demirspor). Medio 2013 werd hij aangetrokken door Karşıyaka SK. Hij scoorde daarvoor negen keer in 35 duels. Medio 2014 raakte hij in conflict met de club over uitblijvend salaris. Zijn contract werd ontbonden. 

### N.E.C.
Hij tekende in de zomer van 2014 een contract tot medio 2016 bij het op dat moment net gedegradeerde N.E.C. Daarvoor maakte hij op 10 augustus met een goal en een assist zijn debuut tegen FC Eindhoven. In zijn eerste zes competitiewedstrijden scoorde Ars even zoveel doelpunten. Op 28 november scoorde Ars een hattrick tegen Jong FC Twente. (5-1). Dit kunstje herhaalde hij op 9 februari tegen Jong PSV (5-2). Op 3 april 2015 werd Ars met N.E.C. kampioen van de Eerste divisie door een 1-0 overwinning op Sparta. Met 28 doelpunten werd Ars topscorer van de Eerste divisie 2014/15. In alle competities scoorde Ars 31 doelpunten, zijn hoogste aantal uit zijn carrière. Hij gaf bovendien nog zeven assists. Ars maakte in augustus 2015 zijn debuut in de Eredivisie in het shirt van N.E.C. Het bleef bij twee wedstrijden in deze competitie, want nog voor het sluiten van de transfermarkt werd Ars verkocht. 

### NAC Breda
Augustus 2015 tekende Ars een contract tot medio 2017 bij NAC Breda, dat in het voorgaande seizoen juist degradeerde uit de Eredivisie. Hij maakte op 21 augustus met een goal en een assist zijn debuut voor NAC tegen Jong Ajax, dat met 3-1 verslagen werd. Op 18 maart 2016 was hij goed voor twee assists en drie goals in een 3-6 overwinning op FC Den Bosch. In zijn eerste jaar bij NAC haalde Ars voor de derde keer in zijn carrière meer dan twintig doelpunten in een seizoen en hielp mede daarmee de club naar de play-offs 2016. Hierin versperde Willem II de Bredanaren de weg terug naar de Eredivisie. In alle competities was Ars goed voor 22 goals en vijftien assists.

### Hongarije
Op 14 juni 2016 tekende Ars een tweejarig contract bij Szombathelyi Haladás uit Hongarije. Voor die club speelde hij veertien competitiewedstrijden, waarin hij één keer scoorde. In de bekerwedstrijden was hij meer op stoom. Hij scoorde vijf keer in drie wedstrijden voor de beker, waarin Szombathely uiteindelijk op penalty's werd uitgeschakeld, hoewel Ars zijn penalty benutte. Hij speelde slechts een halfjaar in Hongarije.

### Fortuna Sittard
In januari 2017 maakte Ars de overstap naar Fortuna Sittard. Op 20 januari maakte hij tegen Telstar zijn debuut. Met Fortuna steeg hij van plek 19 naar 17, maar in elf wedstrijden kwam Ars niet tot scoren.

### De Graafschap
In het seizoen 2017/18 speelde hij op huurbasis voor De Graafschap, waar hij zijn carrière begon. Op 15 september 2017 scoorde hij tegen Jong FC Utrecht zijn eerste goal voor De Graafschap in meer dan twaalf jaar. Op 26 januari 2008 scoorde hij tweemaal in een 3-1 overwinning op MVV Maastricht. Op 13 april 2018 scoorde Ars zijn 137'ste en laatste doelpunt in de Eerste Divisie. Daarmee was hij all-time topscorer van de competitie. In het seizoen 2021/22 werd hij door Robert Mühren achterhaald als all-time topscorer. De Graafschap eindigde als vierde en Ars zag vanaf de bank hoe De Graafschap door het verslaan van Telstar en Almere City promoveerde naar de Eredivisie. Op 28 juni 2018 beëindigde hij zijn profloopbaan.

### De Treffers
Een dag na zijn aankondiging dat hij zou stoppen met profvoetbal, werd bekend dat hij verder ging bij De Treffers in de Tweede divisie. Hij speelde zestien wedstrijden voor De Treffers, waarin hij goed was voor vijf goals en vijf assists. Ars maakte begin december 2018 bekend dat hij per 1 januari 2019 helemaal stopt met voetballen omdat hij het niet meer kon combineren met zijn overige werkzaamheden.
Van 2018 tot 2020 was Ars technisch manager bij Fortuna Sittard. Hierna werd hij daar hoofd internationale transfer en scouting.

## Clubstatistieken
| Seizoen         | Club                 | Competitie        | Competitie | Competitie | Beker | Beker | Internationaal | Internationaal | Overig | Overig | Totaal | Totaal |
| Seizoen         | Club                 | Competitie        | Wed.       | Dlp.       | Wed.  | Dlp.  | Wed.           | Dlp.           | Wed.   | Dlp.   | Wed.   | Dlp.   |
| --------------- | -------------------- | ----------------- | ---------- | ---------- | ----- | ----- | -------------- | -------------- | ------ | ------ | ------ | ------ |
| 2003/04         | De Graafschap        | Eerste Divisie    | 13         | 2          | 0     | 0     | –              | –              | –      | –      | 13     | 2      |
| 2004/05         | De Graafschap        | Eredivisie        | 0          | 0          | 0     | 0     | –              | –              | –      | –      | 0      | 0      |
| 2005/06         | FC Omniworld         | Eerste Divisie    | 36         | 17         | 0     | 0     | –              | –              | –      | –      | 36     | 17     |
| 2006/07         | Go Ahead Eagles      | Eerste Divisie    | 38         | 18         | 0     | 0     | –              | –              | –      | –      | 38     | 18     |
| 2007/08         | Go Ahead Eagles      | Eerste Divisie    | 35         | 15         | 0     | 0     | –              | –              | 2      | 0      | 37     | 15     |
| 2008/09         | RBC Roosendaal       | Eerste Divisie    | 37         | 17         | 1     | 0     | –              | –              | –      | –      | 38     | 18     |
| 2009/10         | RBC Roosendaal       | Eerste Divisie    | 37         | 16         | 2     | 4     | –              | –              | –      | –      | 39     | 20     |
| 2010/11         | FC Zwolle            | Eerste Divisie    | 33         | 27         | 2     | 1     | –              | –              | 4      | 1      | 39     | 29     |
| 2011/12         | Levski Sofia         | Parva Liga        | 14         | 6          | 0     | 0     | 2              | 2              | –      | –      | 16     | 8      |
| 2012            | Tianjin Teda         | Super League      | 29         | 13         | 0     | 0     | 6              | 0              | 1      | 0      | 36     | 13     |
| 2012/13         | Konyaspor            | TFF 1. Lig        | 14         | 7          | 0     | 0     | –              | –              | 3      | 1      | 17     | 8      |
| 2013/14         | Karşıyaka SK         | TFF 1. Lig        | 35         | 9          | 1     | 0     | –              | –              | –      | –      | 36     | 9      |
| 2014/15         | N.E.C.               | Eerste divisie    | 35         | 28         | 3     | 3     | –              | –              | –      | –      | 38     | 31     |
| 2015/16         | N.E.C.               | Eredivisie        | 2          | 0          | 0     | 0     | –              | –              | –      | –      | 2      | 0      |
| 2015/16         | NAC Breda            | Eerste divisie    | 33         | 21         | 0     | 0     | –              | –              | 4      | 1      | 37     | 22     |
| 2016/17         | Szombathelyi Haladás | Nemzeti Bajnokság | 14         | 1          | 3     | 5     | –              | –              | –      | –      | 17     | 6      |
| 2016/17         | Fortuna Sittard      | Eerste divisie    | 11         | 0          | 0     | 0     | –              | –              | –      | –      | 11     | 0      |
| 2017/18         | → De Graafschap      | Eerste divisie    | 31         | 8          | 1     | 1     | –              | –              | –      | –      | 32     | 9      |
| 2018/19         | De Treffers          | Tweede divisie    | 16         | 5          | 1     | 1     | –              | –              | –      | –      | 17     | 6      |
| Carrière totaal | Carrière totaal      | Carrière totaal   | 462        | 209        | 14    | 15    | 8              | 2              | 14     | 3      | 508    | 232    |

## Erelijst

### NEC
| Nationaal                |    |                         |
| Jupiler League           | 1x | 2014/15                 |
| Individueel              |    |                         |
| Topscorer Eerste divisie | 1x | 2014/15 (28 doelpunten) |